# Vunk
Vunk este o formație pop rock din România. Trupa a fost formată după ce Alex Belciu și Victor Cenușă au plecat din Vank. Cei doi membri rămași, vocalistul Cornel Ilie și toboșarul Nicu Sârghea, i-au recrutat pe muzicienii Gabi Maga (chitară) și Bogdan Crucianu (bas), cel din urmă fiind ulterior înlocuit cu basistul Daniel Ionuț Onel.

## Istoric

### Vank (1994-2008)
Primul concert al trupei Vank a avut loc la teatrul Ion Creangă din București. În 1996, aceștia și-au făcut un studio în subsolul blocului în care locuiau cu părinții. În 1999, cei patru lansează single-ul „Independent”, care urma să devină în scurt timp imnul postului tv Atomic TV și să fie inclus pe cel de-al doilea album al formației, „Independent”. În 1999, apare primul album de studio al trupei, numit „Voyeur”, care conținea 10 piese. Nu după mult timp, Vank apărea la o serie de canale radio și TV din țară cu piesa „Noi o scoatem la capăt”. Ulterior, piesa a devenit smash-hit. Cel de-al treilea album al băieților, „6 piese de 5 stele”, a apărut în 2001, având ca prim sigle de promovare „Regele șoselelor”.
După numai un an, Vank lansează un nou material discografic, numit „În haine noi”. Discul includea atât piesa „All Too Young”, cu care au ocupat locul II la selecția națională Eurovision 2002, cât și ”N-am noroc”, un remake al unei piese semnate Anda Călugăreanu. În 2004, Vank revine cu albumul  „Best Of Vank”, pe care apar hiturile trupei lansate de-a lungul timpului, printre care se numără: „1000”, „Baladă pentru o minune”, „Lângă inima mea vine inima ta”, „Iubire cu împrumut” și alte piese cu ajutorul cărora au cucerit primele poziții din topurile muzicale românești. Cea mai reprezentativă melodie Vank rămâne, însă, „Prăjitura cu jeleu”, ale cărei versuri deveniseră imnul băieților de liceu.

### Vunk: Ca pe vremuri(2009-2011)
Timp de 14 ani, membrii formației — Victor, Alex, Nicu și Cornel au activat sub numele de scenă Vank. La împlinirea a 10 ani de carieră și după o pauză de aproximativ patru ani, trupa se reinventează și devine Vunk. În 2009, după plecarea lui Alex Belciu și a lui Victor Cenușă, i se alătură trupei Bogdan Crucianu, urmat în 2010 de Gabi Maga. Astăzi, Vunk înseamnă Cornel Ilie, Nicu Sârghea, Daniel Ionuț Onel și Gabi Maga. Primul lor single a fost „La orice oră”, al cărui clip a marcat cu succes revenirea trupei sub un alt nume: motivul clipului a fost reprezentat de un ceas „bolnav”, inscripționat cu numele vechi al formației, care începe să funcționeze imediat ce i se face „transplantul de literă”. Acesta a fost urmat de „Dau alarma”, „Prima noapte”, „Artificii pe tavan” și „Lacrimi de coniac”. 
În februarie 2010, Vunk a lansat albumul „Ca pe vremuri”, iar la finalul anului, campania „Vreau o țară ca afară”, o campanie socială demarată pentru a schimba România într-o „țară ca afară”. La mai puțin de două săptămâni de la lansarea ei, campania a fost recompensată cu „Premiul de Excelență” la Gala 10 pentru România. Din 2010, Vunk este Ambasador Oficial al Organizației Autism România. După ce anul 2011 le-a adus titlul de cea mai bună trupă pop-rock din România și o mulțime de premii pentru albumul „Ca pe vremuri”, băieții lansează în colaborare cu Antonia, piesa „Pleacă”, ce avea să fie pe primul loc în topurile radio de-a lungul a multor săptămâni.

### Nu scapă nimeni(2012-2014)
În noiembrie 2012, la Sala Polivalentă, a avut loc cel mai mare concert al trupei de până atunci. Profitând de prezența a peste 5000 de fani, Vunk și-a lansat albumul ”Nu scapă nimeni (fără emoții)”, promovat ulterior într-un turneu ce îi va fi dus pe membrii trupei în 12 orașe din țară. Primul lor show de la Polivalentă a adus pe scenă invitați importanți, precum: Andra, Smiley, Antonia, Eric Martin, Puya și Monica Anghel.  
În 2013, Vunk a lansat clipuri noi, precum: „Așa și”, „Doi somnambuli”, „Pierderea lor”, cel din urmă reprezentând o parte a Campaniei Respectului, inițiată de Avon, ce luptă împotriva violenței domestice. În octombrie, Vunk susține cel de-al doilea mare concert la Sala Polivalentă: „#asasishow”. Cu peste 5000 de spectatori, „#asasishow” a fost concertul indoor cu cea mai mare participare a unui public plătitor în România. Show-ul a îmbinat tehnologia de ultimă oră reprezentată de brățări ale căror leduri luminau concomitent, lasere și artificii și s-a bucurat de participarea actorului Radu Beligan, dar și a cântărețelor Loredana Groza, Alexandra Ușurelu, Mirabela Dauer și Andra. 
În februarie 2014, Vunk lansează, împreună cu Andra, videoclipul piesei „Numai la doi”. Tot în același an, trupa înregistrează două premiere: un concert acustic, pe 10 mai, susținut în grădina suspendată a mallului Promenada din București; și un concert simfonic, pe 22 iunie, din cadrul „Bucharest Music Film Festival”, susținut în Piața George Enescu din capitală, alături de Camerata Regală și Bucharest Jazz Orchestra, dirijor George Natsis.

### Înconjurul Lumii(2015)
În martie 2015 trupa Vunk a realizat un turneu acustic compus din 18 orașe intitulat „Înconjurul Lumii". Numele face referire la una dintre piesele preferate ale membrilor trupei, dar și la credința exprimată de către aceștia, că „România este mai mult decât o țară, este o lume”. Turneul a fost o adaptare la dimensiunea unei scene de teatru a producției „Autoportrete”, primul concert acustic al trupei VUNK, ce a avut loc pe terasa centrului comercial Promenada din București, în luna mai 2014. Turneul a debutat pe 13 martie 2015 și a inclus orașele: Pitești, Brașov, Bacău, Focșani, Galați, Iași, Chișinău, Suceava, Piatra Neamț, Târgu Mureș, Cluj-Napoca, Zalău, Deva, Timișoara, Drobeta Turnu Severin, Otopeni, Constanța și s-a încheiat pe 4 aprilie Tulcea.

## Membri actuali
- Cornel Ilie (vocalist)
- Nicu Sârghea (toboșar)
- Gabi Maga (chitarist)
- Daniel Ionuț Onel (basist)

## Discografie
| Albume de studio - Voyeur (1999) - Independent (1999) - 6 piese de 5 stele (2001) - În haine noi (2002) - Best of Vank (2004) - Ca pe vremuri (2010) - Nu scapă nimeni (fără emoții) (2012) - Autoportrete (live acustic pe Promenada) (2015) - Hituri și mituri (2015) - Extrovertit (2017) - Domnul Portocaliu Și Mașina Timpului (2019) | Piese extrase \| Single-uri - Independent (1998) - Nimeni ca mine (1998) - Noi o scoatem la capăt (1999) - Fermecată dansează (1999) - Lângă inima mea, vine inima ta (2000) - Prăjitură cu jeleu (2001) - O ultimă dorință (2001) - Regele șoselelor (2002) - Nebun după tine (2002) - Doar o noapte de adio (2003) - 1000 (2004) - Iubire cu împrumut (2004) - Baladă pentru o minune (2005) - La orice oră (2009) - Artificii pe tavan (2010) - Vreau o țară ca afară (2010) - Prima noapte (din ultima zi) feat. Lora (2010) - Lacrimi de coniac (2011) - Dau alarma (2011) - Pleacă! feat. Antonia (2011) - Scapă-mă de ea (2012) - Așa, și?! (2013) - Doi somnambuli (2013) - Pierderea lor (2013) - Nopțile trec, doar visele rămân feat. Alexandra Ușurelu (2013) - Numai la doi feat. Andra (2014) - Curat (2014) - Ne facem auziți feat. Sișu Tudor (2014) - La nebunie (2014) - Fă-mi cu mâna feat. Fly Project (2015) - Ce miracol să te am (2015) - Un nou Univers - #Primulclipviu (2015) - Iubește-mă de tot (2016) - Sări (2016) - Țara lui pește - #rezist (2017) - Camera ei (2017) - Hai, mersi! (2017) - Îmbrăcați sau goi feat. Alina Eremia (2017) - Stai lângă mine feat. Irina Rimes (2017) - Lume, lume (2017) - Aoleu, ce bine (2018) - Toți demonii mei feat. Feli (2018) - Mi-e dor de tine feat. Anastasia (2019) - Deja Vu (2019) - 5.3 feat. Zoe (2019) - Domnul Portocaliu (2020) - Vino, du-te feat. Lidia Buble (2020) - Du-mă mai departe feat. Keed (2021) - Ultimul anunț feat. Ioana Ignat (2021) |

## Premii obținute
- ”Premiul muzicii rock”, 2010
- ”Premiul de Excelență” ,Gala Zece pentru România, 2010
- ”Cel mai bun album rock”, Premiile Radio România, 2011
- ”Cea mai bună trupă rock”, Premiile Radio România , 2011
- ”Cel mai bun album”, Premiile UCMR, 2011
- ”Best Performance”, Romanian Top Hits -Bacău, 2011
- ”Best Rock”, Romanian Music Awards, 2011
- ”Best Romanian Act”, MTV Europe Music Awards, 2012
- ”Best Rock”, MMA, 2012
- ”Best Video”, MMA, 2012
- ”Cel mai bun album” - „Nu scapă nimeni” , Premiile Radio Romania, 2013
- ”Cel mai bun artist pop-rock”, Premiile Radio România, 2013
- ”Cea mai buna trupă pop rock”, 2013
- ”Cel mai bun concert românesc” - "#asasishow", 2013
- ”Cel mai bun grup”, 2013
- ”Cel mai bun pop/rock”, 2013
- ”Best Rock”, RMA, 2013
- ”Best Rock”, RMA, 2014
- "Best Rock", MMA, 2014

### Interviuri
- Cornel Ilie: "Cred că a simți românește este mai important decât a trăi românește”, Ines Hristea, Formula AS  2012, numărul 1029
- Vunk: ”Rockul românesc este în urmă cu 20 ani.” Arhivat în 13 aprilie 2014, la Wayback Machine., 26 august 2009, Victor Popescu, Bucuresti.24fun.ro
- Cornel Ilie despre ”Pleacă” Și EMA 2012, 11 noiembrie 2012, Diana Ciobotea, Music Pass
- Cornel Ilie, VUNK: “Pentru mine, scrisul e ca o terapie.”, 21 noiembrie 2013, Anca Tănase, JoelleMagazine.ro
- Ca pe vremuri... interviu cu Cornel Ilie, 27 decembrie 2010, Diana Popa, TeenPress.ro
- 24 întrebări pentru Cornel Ilie (Vunk), 19 august 2013, Raluca Tămaș, Viva!
- Cornel Ilie: Preludiul unui interviu, 6 iunie 2013, Lorena Lupu, revista Tabu
- Cornel Ilie, noul ambasador Avon Arhivat în 13 aprilie 2014, la Wayback Machine., 22 noiembrie 2013, Alina Burlacu, Marie Claire